# Schloss Karlova Koruna

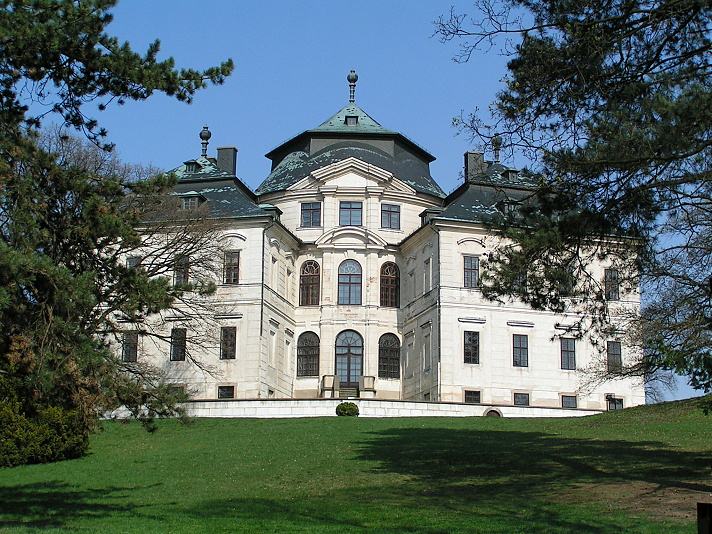
Schloss Karlova koruna

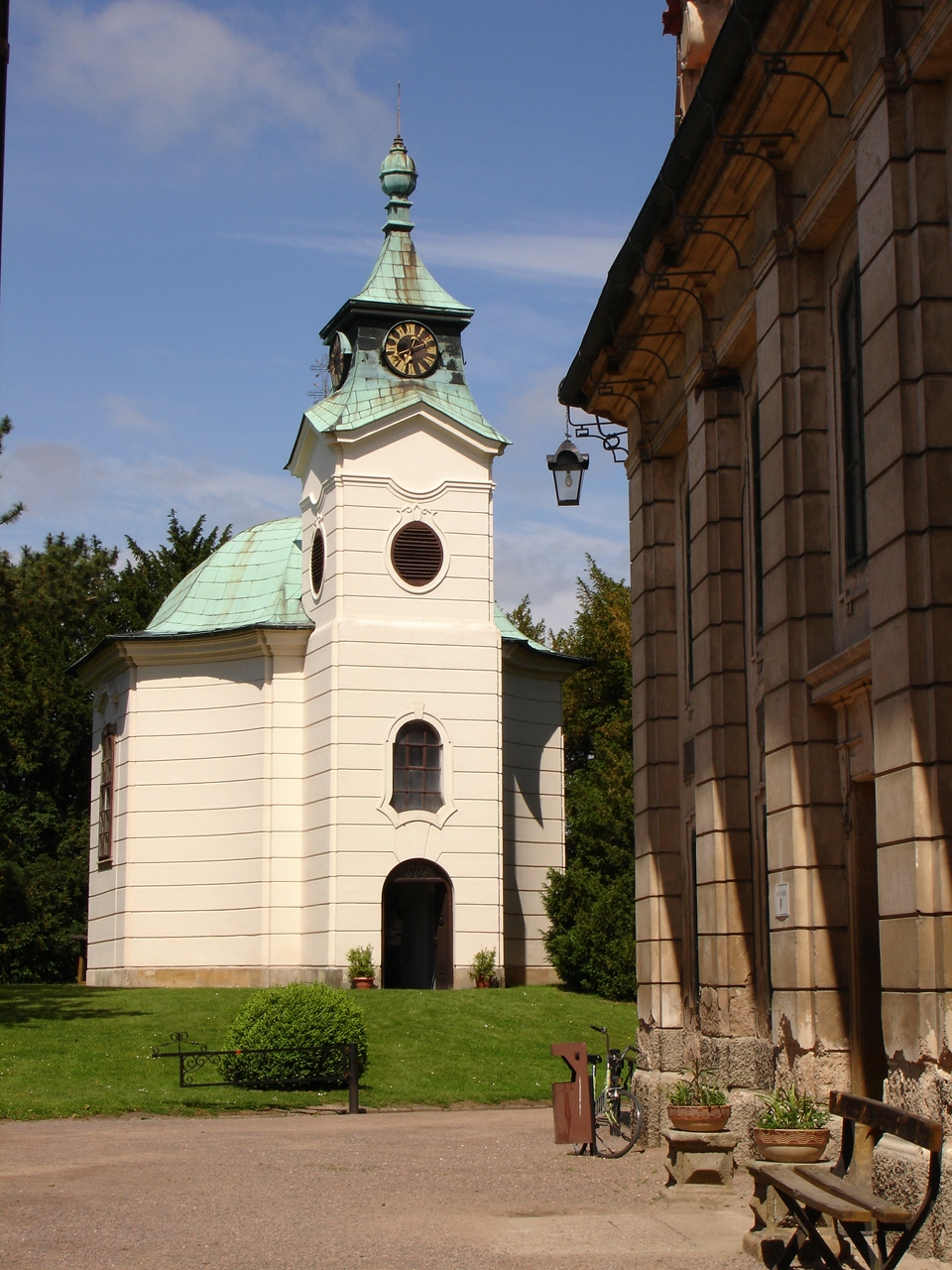
Schloss Karlova Koruna (Karlskron): Marienkapelle

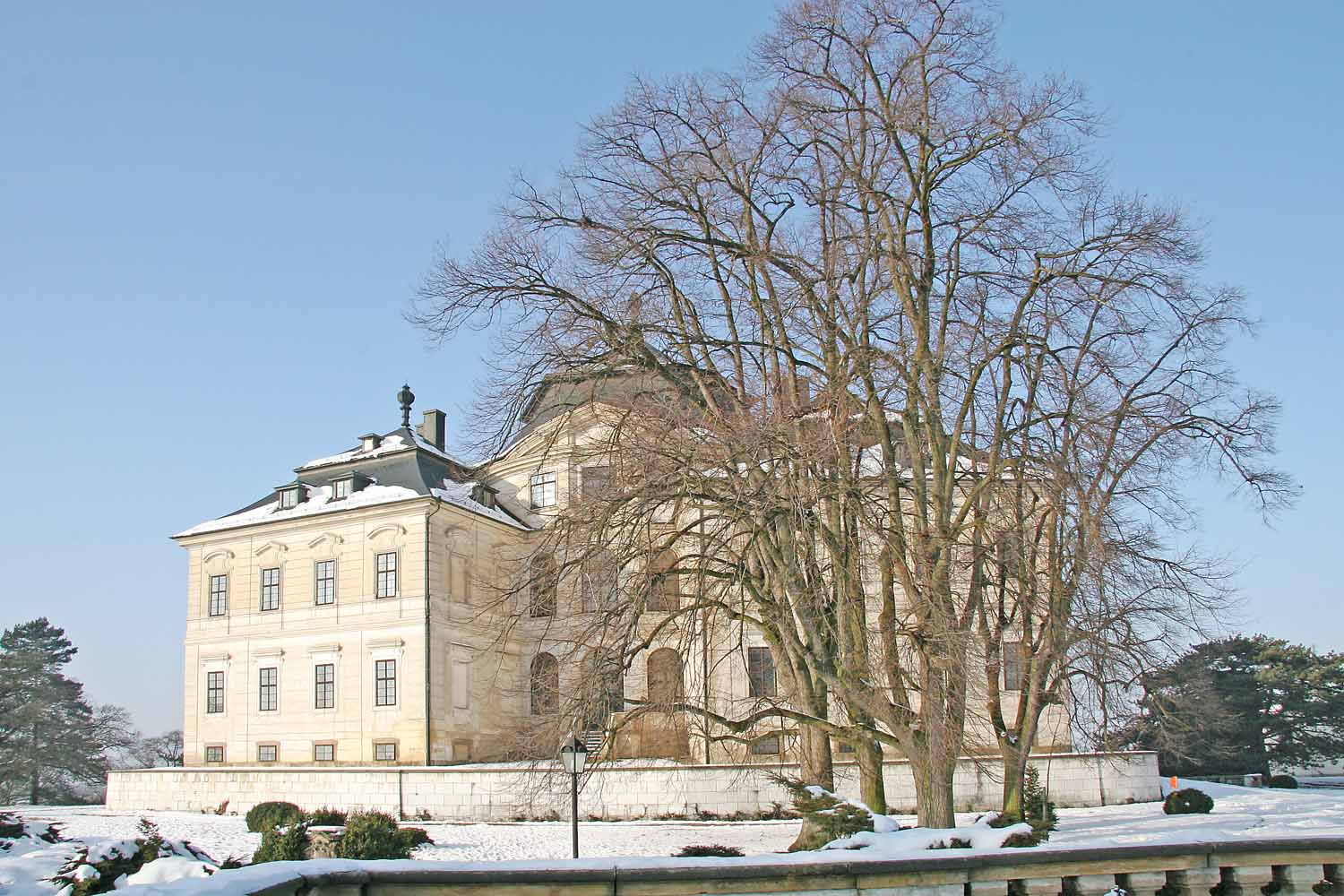
Schloss Karlova Koruna im Winter

Das Schloss Karlova Koruna (deutsch Karlskron) liegt oberhalb von Chlumec nad Cidlinou (Chlumetz an der Cidlina) im Okres Hradec Králové in Tschechien.

## Geschichte
Der Oberstkanzler von Böhmen, Franz Ferdinand Kinsky, ließ 1721–1723 oberhalb des Ortes Chlumec nad Cidlinou anlässlich der Krönung Kaiser Karls VI. auf einem dominierenden Hügel im Tal der Elbe ein Barockschloss nach Plänen des Architekten Johann Blasius Santini-Aichl errichten. Es zeigt einen ungewöhnlichen Grundriss: drei quadratische, dreigeschossige Seitenflügel sind jeweils mit einer Ecke an einen runden Mittelbau angefügt, der sie turmartig überragt. Die Bauleitung wurde Franz Maximilian Kaňka übertragen. Das weiträumige Schloss enthielt eine bedeutsame Jagdsammlung und Pferdebilder aus der Hamilton-Schule, die auf die Verdienste der Familie Kinsky in der Pferdezucht hinweisen. Es war der Wohnsitz der älteren Linie der Grafen Kinsky, einem der berühmten Geschlechter in der Geschichte des Landes Böhmen. Der letzte Besitzer der Herrschaft Chlumetz vor der Enteignung durch die Tschechoslowakei im Jahr 1948 war Zdenko Radslav Graf Kinsky.
Als Kaiser Karl VI. anlässlich seiner Krönung zum böhmischen König dem Schloss, das von einem prächtigen Park umgeben war, 1723 einen Besuch abgestattet hatte, erhielt die Anlage ihm zu Ehren den Namen Karlskron.
Eine Ausstellung im Schloss Karlova Koruna beinhaltet Erinnerungen an das Leben der Adelsfamilie Kinsky und die von Octavian Joseph Graf Kinsky begründete Chlumetzer Pferdezucht der Kinsky-Pferde. Die im Schlosspark gelegene Marienkapelle diente den Grafen Kinsky als Familiengruft. Nach deren Enteignung 1948 wurde die Innenausstattung beseitigt und die Kapelle als Magazin genutzt. Nach der Restitution der Anlage wurde sie durch die Familie Kinsky renoviert und dient wieder als Sakralraum.